# Abschied. Brechts letzter Sommer
Abschied. Brechts letzter Sommer (Rămas bun. Ultima vară a lui Brecht) este un film german care apare pentru prima oară în 2000 în regia lui Jan Schütte.

## Acțiune
Acțiunea filmului are loc în vara anului 1956 în RDG. Bertolt Brecht petrece timpul în locuința de vară din apropiere de Buckow, Brandenburg. Este ultima zi de concediu al lui Brecht, care trebuie să se reîntoarcă la ansamblul de teatru din Berlin. În locuința lui se întâlnesc câteva femei, care au jucat un rol important în viața lui Brecht. Astfel este prezentă Helene Weigel, soția lui, Barbara fiica lui, fosta lui amantă Ruth Berlau și actuala amantă Käthe Reichel. Pe lângă aceștia mai apare tânăra pereche Isot Kilian și Wolfgang Harich. De asemenea nici Isot nu este scutită de escapadele lui Brecht. În locuință este o atmosferă plăcută se bea și se discută despre cultură, filozofie, politică și sensul vieții. Toate acestea se petrec sub observația securistului Tilman Günther, care caută motiv de arestare a nemulțumitului Wolfgang Harich. Peste toate acestea domnește atmosfera melacolică a despărțirii de Brecht, care moare peste 4 zile în locuința lui din Berlin.

## Distribuție
- Josef Bierbichler: B. Brecht
- Monica Bleibtreu: Helene Weigel
- Jeanette Hain: Käthe Reichel
- Elfriede Irrall: Elisabeth Hauptmann
- Margit Rogall: Ruth Berlau
- Rena Zednikowa: Isot Kilian
- Birgit Minichmayr: Barbara Brecht
- Tilman Günther: securist
- Paul Herwig: Manfred Wekwerth
- Claudius Freyer: Peter Palitzsch
- Samuel Finzi: Wolfgang Harich